# Берду
Берду (фр. Berdoues) насеље је и општина у јужној Француској у региону Миди Пирене, у департману Жерс која припада префектури Миранд.
По подацима из 2011. године у општини је живело 463 становника, а густина насељености је износила 26,23 становника/km². Општина се простире на површини од 17,65 km². Налази се на средњој надморској висини од 162 метара (максималној 272 m, а минималној 152 m).

## Демографија
| 1962. | 1968. | 1975. | 1982. | 1990. | 1999. | 2011. |
| ----- | ----- | ----- | ----- | ----- | ----- | ----- |
| 316   | 356   | 356   | 342   | 360   | 352   | 463   |

График промене броја становника у току последњих година